# Неизвестная по имени жена Фраата II
Неизвестная по имени жена Фраата II — дочь селевкидcкого царя Деметрия II, жена парфянского царя Фраата II, упоминаемая в связи с поражением и гибелью в 129 году до н. э. Антиоха VII Сидета. Возможно, носила имя Лаодика.
Согласно Юстину, после поражения и гибели во время Парфянского похода в 129 году до н. э. селевкидского царя Антиоха Сидета находившаяся в его свите племянница, дочь Деметрия, попала в плен к правителю Парфии Фраату II. Он, влюбившись, взял девушку в жёны. Имени римский историк не называет. Российский исследователь А. С. Балахванцев называет её Лаодикой и отмечает, что этот брак нельзя считать династическим в связи с тем, что таковой заключался между представителями двух правящих фамилий для скрепления политического или военного союза, а пребывавщий в течение долгого времени в парфянской неволе Деметрий «не мог в тот момент представлять не только дом Селевкидов, но даже и самого себя». По мнению польского историка Э. Дабровы, возможно, Фраат руководствовался не только чувствами, но и политическим расчётом, так как после успешно завершившегося бегства Деметрия из плена получил повод для вмешательства в сирийские дела — под предлогом осуществления защиты интересов своей жены Лаодики.